# (10479) Yiqunchen
(10479) Yiqunchen est un astéroïde de la ceinture principale.

## Description
(10479) Yiqunchen est un astéroïde de la ceinture principale. Il fut découvert le 18 avril 1982 à la station Anderson Mesa par Martin Watt. Il présente une orbite caractérisée par un demi-grand axe de 2,26 UA, une excentricité de 0,18 et une inclinaison de 7,7° par rapport à l'écliptique.

## Compléments